# Cantone di Mejía
Il cantone di Mejía è un cantone dell'Ecuador che si trova nella provincia del Pichincha.
Il capoluogo del cantone è Machachi, unica parrocchia urbana del cantone, costituito anche da altre 7 parrocchie rurali.
Parrocchie urbana
- Machachi

Parrocchie rurali
- Alóag
- Aloasí
- Chaupi
- Cutuglahua
- Tandapi (Manuel Cornejo Astorga)
- Tambillo
- Uyumbicho